# Круглицька сільська рада
Кру́глицька сільська́ ра́да — адміністративно-територіальна одиниця та орган місцевого самоврядування в Хотинському районі Чернівецької області. Адміністративний центр — село Круглик.

## Загальні відомості
- Населення ради: 1 879 осіб (станом на 2001 рік)

## Населені пункти
Сільській раді були підпорядковані населені пункти:
- с. Круглик

## Склад ради
Рада складалася з 16 депутатів та голови.
- Голова ради: Заплітний Михайло Іванович
- Секретар ради: Заплітний Анатолій Іванович

### Керівний склад попередніх скликань
| Прізвище, ім'я, по батькові | Основні відомості                                                 | Дата обрання | Дата звільнення |
| --------------------------- | ----------------------------------------------------------------- | ------------ | --------------- |
| Заплітний Михайло Іванович  | Сільський голова, 1956 року народження, освіта вища, безпартійний | 26.03.2006   | 31.10.2010      |
| Заплітний Михайло Іванович  | Сільський голова, 1956 року народження, освіта вища, безпартійний | 31.10.2010   |                 |

Примітка: таблиця складена за даними сайту Верховної Ради України

### Депутати
За результатами місцевих виборів 2010 року депутатами ради стали:

#### За суб'єктами висування
| Суб'єкт висування | Кількість обраних депутатів | %    |
| ----------------- | --------------------------- | ---- |
| Партія регіонів   | 11                          | 68,8 |
| Самовисування     | 5                           | 31,3 |

#### За округами
| № округу        | Прізвище, ім'я, по батькові     | Дата визнання обраним | Освіта  | Партійна приналежність | Відомості про обраного депутата                                               |
| --------------- | ------------------------------- | --------------------- | ------- | ---------------------- | ----------------------------------------------------------------------------- |
| Партія регіонів |                                 |                       |         |                        |                                                                               |
| 1               | Дорош Ксенія Василівна          | 31.10.2010            | середня | позапартійна           | Круглицьке відділення поштового зв'язку, листоноша                            |
| 2               | Клик Ганна Дмитрівна            | 31.10.2010            | вища    | позапартійна           | тимчасово не працює                                                           |
| 3               | Бобик Іван Іванович             | 31.10.2010            | середня | член Партії регіонів   | тимчасово не працює                                                           |
| 4               | Вакарчук Марія Михайлівна       | 31.10.2010            | середня | член Партії регіонів   | тимчасово не працює                                                           |
| 5               | Юрійчук Алла Василівна          | 31.10.2010            | середня | позапартійна           | приватний підприємець                                                         |
| 6               | Сорокін Олена Вікторівна        | 31.10.2010            | середня | член Партії регіонів   | тимчасово не працює                                                           |
| 9               | Вигнан Галина Михайлівна        | 31.10.2010            | середня | позапартійна           | Круглицька амбулаторія загальної практики — сімейної медицини                 |
| 10              | Стратійчук Лідія Дмитрівна      | 31.10.2010            | середня | позапартійна           | тимчасово не працює                                                           |
| 12              | Величко Роман Вікторович        | 31.10.2010            | вища    | позапартійний          | Круглицька загальноосвітня школа І-ІІІ ст.                                    |
| 14              | Стратійчук Володимир Васильович | 31.10.2010            | вища    | позапартійний          | приватний підприємець                                                         |
| 15              | Заплітна Людмила Дмитрівна      | 31.10.2010            | середня | позапартійна           | тимчасово не працює                                                           |
| Самовисування   |                                 |                       |         |                        |                                                                               |
| 7               | Скакун Михайло Васильович       | 31.10.2010            | вища    | позапартійний          | Круглицька загальноосвітня школа І-ІІІ ст., вчитель                           |
| 8               | Бойчук Володимир Васильович     | 31.10.2010            | середня | позапартійний          | «АРГО»                                                                        |
| 11              | Рябой Василь Микитович          | 31.10.2010            | вища    | позапартійний          | Круглицька сільська рада, землевпорядник                                      |
| 13              | Заплітна Валентина Дмитрівна    | 31.10.2010            | середня | позапартійна           | Круглицька амбулаторія загальної практики — сімейної медицини, медична сестра |
| 16              | Заплітний Анатолій Іванович     | 31.10.2010            | вища    | позапартійний          | Круглицька сільська рада, секретар ради                                       |